# 이저벨 멀로이
이저벨 멀로이(영어: Isobelle Molloy, 2000년 10월 6일 ~ )는 잉글랜드의 배우이다. 2012년에 웨스트엔드 연극에서 뮤지컬 《마틸다》의 주인공 마틸다를 연기하였고 2014년에 영화 《말레피센트》에서 주인공 말레피센트의 아역을 연기하였다.

## 출연작 목록

### 영화
| 연도 | 제목       | 원제       | 배역            | 비고 |
| ---- | ---------- | ---------- | --------------- | ---- |
| 2014 | 말레피센트 | Maleficent | 소녀 말레피센트 |      |